# Bill Melchionni
William P. Melchionni, detto Bill (Filadelfia, 19 ottobre 1944), è un ex cestista e allenatore di pallacanestro statunitense, professionista nella NBA e nella ABA.
È il fratello di Gary Melchionni.

## Carriera
Venne selezionato dai Philadelphia 76ers al secondo giro del Draft NBA 1966 (19ª scelta assoluta).
Il 1º Marzo 1972 nella partita contro i Virginia Squires realizza 24 punti, 10 rimbalzi, 11 assist e 8 palle rubate.
Melchionni è uno dei soli quattro giocatori ad aver vinto almeno un titolo NBA e un titolo ABA ( come Julius Erving, Rick Barry, e Tom Thacker).
I New Jersey Nets hanno ritirato la sua maglia numero 25 nel Settembre 1976.

## Statistiche
| † | Denota una stagione in cui ha vinto il titolo ABA |
| † | Denota una stagione in cui ha vinto il titolo NBA |
| * | Primo nella lega                                  |
| * | Record                                            |

### ABA-NBA

#### Regular Season
| Anno            | Squadra                  | PG  | PT | MP   | TC%  | 3P%  | TL%  | RP  | AP   | PRP | SP  | PP   |
| --------------- | ------------------------ | --- | -- | ---- | ---- | ---- | ---- | --- | ---- | --- | --- | ---- |
| 1966-1967†      | Philadelphia 76ers       | 73  |    | 9,5  | 39,1 |      | 65,0 | 1,3 | 1,3  |     |     | 4,3  |
| 1967-1968       | Philadelphia 76ers (NBA) | 71  |    | 10,7 | 43,5 |      | 70,2 | 1,5 | 1,5  |     |     | 4,6  |
| 1969-1970       | N.Y. Nets (ABA)          | 80  |    | 39,5 | 46,5 | 17,9 | 82,0 | 2,9 | 5,7  |     |     | 15,2 |
| 1970-1971       | N.Y. Nets                | 81  |    | 40,5 | 45,1 | 9,1  | 81,4 | 2,9 | 8,3* |     |     | 17,6 |
| 1971-1972       | N.Y. Nets                | 80  |    | 41,6 | 49,9 | 10,5 | 80,8 | 3,1 | 8,4* |     |     | 21,0 |
| 1972-1973       | N.Y. Nets                | 61  |    | 30,3 | 45,0 | 40,0 | 84,0 | 2,1 | 7,4* |     |     | 12,3 |
| 1973-1974†      | N.Y. Nets                | 56  |    | 20,5 | 42,0 | 21,7 | 83,1 | 1,4 | 3,7  | 0,9 | 0,1 | 5,3  |
| 1974-1975       | N.Y. Nets                | 77  |    | 18,0 | 48,7 | 29,6 | 79,5 | 1,0 | 4,2  | 0,9 | 0,1 | 6,1  |
| 1975-1976†      | N.Y. Nets                | 67  |    | 17,8 | 41,6 | 39,1 | 84,9 | 1,3 | 4,0  | 0,8 | 0,1 | 5,8  |
| Carriera ABA    | Carriera ABA             | 502 |    | 30,6 | 46,5 | 23,6 | 81,9 | 2,2 | 6,1  | 0,9 | 0,1 | 12,4 |
| Carriera NBA    | Carriera NBA             | 144 |    | 10,1 | 41,2 |      | 67,3 | 1,4 | 1,4  |     |     | 4,4  |
| Carriera Totale | Carriera Totale          | 646 |    | 26,0 | 45,9 |      | 80,9 | 2,0 | 5,0  | 0,9 | 0,1 | 10,6 |

#### Massimi in carriera
Regular Season
- Massimo di punti in ABA: 36 (2 volte)
- Massimo di punti in NBA: 20 vs Seattle Supersonics (14 febbraio 1968)
- Massimo di rimbalzi in ABA: 10 vs Virginia Squires (1º marzo 1972)
- Massimo di rimbalzi in NBA: 7 vs Seattle Supersonics (20 febbraio 1968)
- Massimo di assist in ABA: 15 (2 volte)
- Massimo di assist in NBA: 6 vs San Diego Rockets (5 marzo 1968)
- Massimo di palle rubate in ABA: 8 vs Virginia Squires (1º marzo 1972)*
- Massimo di stoppate in ABA: 1 vs Utah Stars (24 novembre 1973)*

(* tenendo conto dei dati ABA al momento disponibili e che le statistiche di queste categorie vennero registrate sistematicamente solo dalla stagione ABA 1973-1974)

#### Play-off
| Anno            | Squadra                  | PG | PT | MP   | TC%  | 3P%  | TL%   | RP  | AP   | PRP | SP  | PP   |
| --------------- | ------------------------ | -- | -- | ---- | ---- | ---- | ----- | --- | ---- | --- | --- | ---- |
| 1967†           | Philadelphia 76ers       | 1  |    | 5,0  | 0,0  |      | 0,0   | 3,0 | 1,0  |     |     | 0,0  |
| 1968            | Philadelphia 76ers (NBA) | 9  |    | 5,6  | 33,3 |      | 50,0  | 0,4 | 1,1  |     |     | 2,0  |
| 1970            | N.Y. Nets (ABA)          | 7  |    | 45,1 | 46,2 | 33,3 | 81,6  | 3,1 | 4,7  |     |     | 18,3 |
| 1971            | N.Y. Nets                | 5  |    | 41,0 | 53,7 | 0,0  | 92,3  | 1,4 | 8,2  |     |     | 22,4 |
| 1972            | N.Y. Nets                | 11 |    | 34,2 | 40,1 | 0,0  | 80,4  | 2,4 | 6,3  |     |     | 14,5 |
| 1973            | N.Y. Nets                | 5  |    | 34,8 | 55,8 | 33,3 | 81,0  | 2,0 | 6,2* |     |     | 13,2 |
| 1974†           | N.Y. Nets                | 6  |    | 10,0 | 50,0 | 0,0  | 100,0 | 1,5 | 2,7  | 0,2 | 0,0 | 3,0  |
| 1975            | N.Y. Nets                | 5  |    | 21,6 | 35,9 | 16,7 | 71,4  | 2,4 | 6,4  | 0,2 | 0,2 | 6,8  |
| 1976†           | N.Y. Nets                | 6  |    | 6,0  | 28,6 | 0,0  | 100,0 | 0,8 | 0,8  | 0,3 | 0,0 | 1,7  |
| Carriera ABA    | Carriera ABA             | 45 |    | 28,3 | 45,1 | 16,7 | 83,1  | 2,0 | 5,0  | 0,2 | 0,1 | 11,7 |
| Carriera NBA    | Carriera NBA             | 10 |    | 5,5  | 30,8 |      | 33,3  | 0,7 | 1,1  |     |     | 1,8  |
| Carriera Totale | Carriera Totale          | 55 |    | 24,2 | 44,3 | 36,6 | 81,1  | 1,8 | 4,3  | 0,2 | 0,1 | 9,9  |

#### Massimi in carriera
Play-off
- Massimo di punti in ABA: 39 vs Kentucky Colonels (26 aprile 1970)
- Massimo di punti in NBA: 9 vs Boston Celtics (10 aprile 1978)
- Massimo di rimbalzi in ABA: 5 (2 volte)
- Massimo di rimbalzi in NBA: 3 vs Cincinnati Royals (24 marzo 1967)
- Massimo di assist in ABA: 14 vs Virginia Squires (7 aprile 1971)
- Massimo di assist in NBA: 2 (3 volte)
- Massimo di palle rubate in ABA: 1 (3 volte)*
- Massimo di stoppate in ABA: 1 vs Spirits of St. Louis (aprile 1975)
- Massimo di assist in NBA: 2 (3 volte)

(* tenendo conto dei dati ABA al momento disponibili e che le statistiche di queste categorie vennero registrate sistematicamente solo dalla stagione ABA 1973-1974)

## Palmarès
- Campionato NBA: 1

Philadelphia 76ers: 1967
- Campionato ABA: 2

New York Nets: 1974, 1976
- All-ABA Team: 1

First Team: 1972
- ABA All-Star Game: 3

1971, 1972, 1973
- 3 volte miglior passatore ABA (1970-1971, 1971-1972, 1972-1973) (record condiviso con Larry Brown)
- 2 volte maggior numero di assist in stagione ABA: (1970-1971), (1971-1972)
- Miglior passatore nei Playoff ABA (1973)
- MVP NIT (1966)
- Trentasettesimo miglior marcatore di sempre ABA
- Terzo per numero di assist di sempre ABA
- Secondo migliore giocatore di sempre per assist a partita ABA in regular season (6,1 assist a partita)
- Quarantaduesimo miglior giocatore per palle rubate di sempre ABA